# Alter Friedhof Jonava

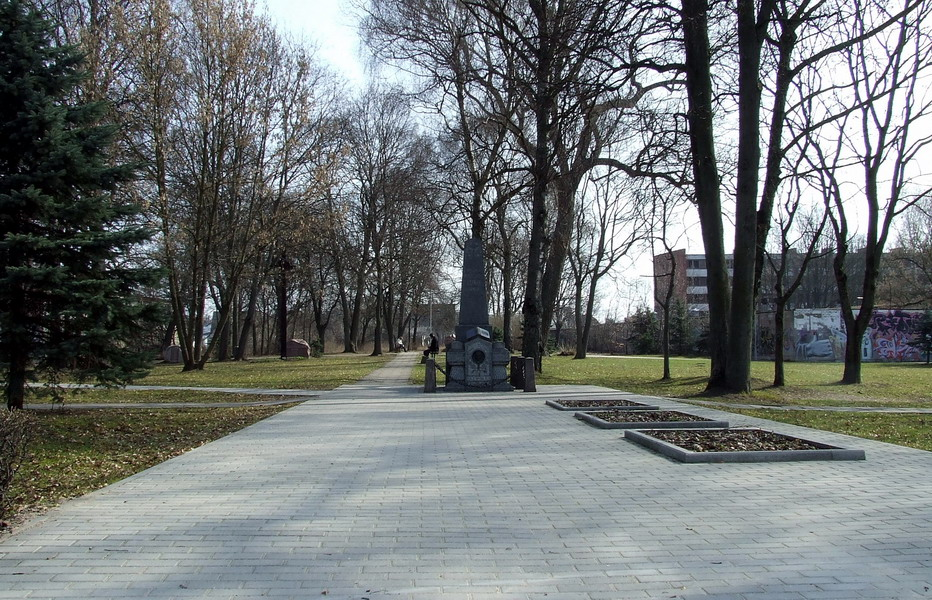
Ralys-Denkmal am Friedensplatz

Der Alte Friedhof Jonava (lit. Jonavos senosios kapinės) ist ein Friedhof im Zentrum der Stadt Jonava, an der Žeimiai-Straße, in der Rajongemeinde Jonava.
Am Friedensplatz Jonava stehen vier monumentale Steine: Für die unbekannten Bewohner von Jonava, in Gedenken an die Orthodoxen aus Jonava, zu Ehren der litauischen freiwilligen Unabhängigkeitskämpfer gegen die sowjetische Okkupation und für die im Zweiten Weltkrieg gefallenen deutschen Soldaten.
Der alte Friedhof dient heute nicht mehr als Begräbnisstätte. Der neue Friedhof der Stadt befindet sich in Šmatai.

## Denkmäler
- Vom Holzbildhauer Andrejus Kazlauskas geschnitzte Kreuze
- Abraomas-Kulvietis-Holzdenkmal.[1]

## Gräber bekannter Persönlichkeiten
- Jeronimas Ralys (1876–1921), Arzt und Übersetzer des Homers